# Metagou
Metagou ist ein osttimoresischer Suco im Verwaltungsamt Bazartete (Gemeinde Liquiçá).

## Geographie

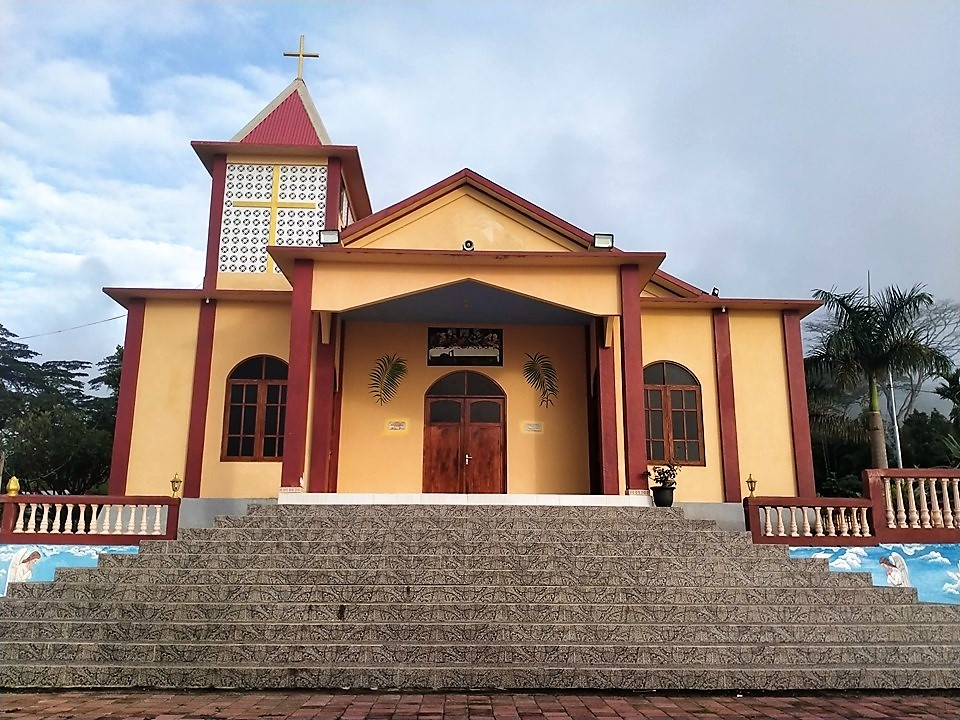
São Simão e São Judas Metagou

Metagou liegt im Westen des Verwaltungsamts. Nordwestlich liegt der Suco Maumeta, nordöstlich der Suco Lauhata, östlich der Suco Fatumasi und südöstlich der Suco Leorema. Im Westen grenzt Metagou an das Verwaltungsamt Liquiçá mit seinen Sucos Luculai und Darulete. Metagou hat eine Fläche von 7,69 km² und teilt sich in die drei Aldeias Assorlema (Asorlema) im Süden, Caleulema (Kaileulema) im Zentrum und Metiluli im Norden.
Im Norden entspringen die Flüsse Nunupupolo und Hatunapa, verlassen aber Metagou sofort nach Norden, wo sie sich später zum Carbutaeloa vereinen. Im Zentrum des Sucos liegt der Ort Caleulema, in dem sich der Sitz des Sucos, die Escola Primaria Metagou, ein Hospital und ein Friedhof sowie die Kapelle São Simão e São Judas Metagou befinden. Westlich entspringt der Eanaloa und in Assorlema der Caray, beides Quellflüsse des Gularkoos.
Im Norden befindet sich in der Aldeia Metiluli der Ort Metaluli und im Süden der Ort Assorlema in der gleichnamigen Aldeia.

## Einwohner
In Metagou leben 1.828 Einwohner (2022), davon sind 955 Männer und 873 Frauen. Im Suco gibt es 286 Haushalte. Über 95 % der Einwohner geben Tokodede als ihre Muttersprache an. Über 2 % sprechen Mambai, knapp 2 % Tetum Prasa und eine Minderheit Kemak.

## Politik
Bei den Wahlen von 2004/2005 wurde Salvador da Silva zum Chefe de Suco gewählt. Bei den Wahlen 2009 gewann Luís Freitas und 2016 Salvador S. Gomes. 2023 gewann Eduardo dos Santos Gonçalves.